# Max Wilms
Karl Maximillian Willhelm Wilms (ur. 5 listopada 1867 w Hünshoven (obecnie część Geilenkirchen), zm. 14 maja 1918 w Heidelbergu) – niemiecki patolog i chirurg. 
Początkowo zamierzał studiować prawo, ale po pierwszym semestrze studiów przeniósł się na medycynę na Uniwersytecie w Bonn. W 1890 uzyskał doktorat z medycyny, na podstawie pracy o resekcji przełyku, po czym został asystentem Eugena Bostroema w Gießen i Ottona Leichtensterna w Kolonii. W 1899 uzyskał stopień doktora habilitowanego z chirurgii w Lipsku, a w 1907 został profesorem chirurgii w Bazylei. W 1910 przyznano mu katedrę chirurgii na Uniwersytecie w Heidelbergu. W maju 1918, podczas wykonywania zabiegu chirurgicznego u francuskiego jeńca wojennego z obrzękiem krtani wywołanym błonicą (któremu zabieg uratował życie), Wilms zaraził się tą chorobą i zmarł w ciągu kilku dni w wieku 51 lat. 

## Dorobek naukowy
Max Wilms jest pamiętany za osiągnięcia na polu nefrologii i jego prace na temat patologii i rozwoju komórek nowotworowych. W 1899 opublikował monografię "Die Mischgeschwülste der Niere" o guzach nerek, w której zaproponował ich pochodzenie zarodkowe. W uznaniu jego osiągnięć nerczak zarodkowy nerki określany jest powszechnie do dziś jako guz Wilmsa. W tym samym roku uzyskał habilitację pracą "Ileus aus chirurgischer Sicht". Wilms opracował ponadto metodę częściowej resekcji żeber w leczeniu gruźlicy płuc i wymyślił manometr mierzący ciśnienie płynu mózgowo-rdzeniowego.

## Wybrane prace
- Die Mischgeschwülste. Leipzig, 1899
- Ludwig Wullstein, Max Wilms. Lehrbuch der Chirurgie. Jena, 1908-1909